# أنيت فرانسيس براون
أنيت فرانسيس براون (بالإنجليزية: Annette Frances Braun)‏ هي عالمة حشرات أمريكية، ولدت في 1884 في سينسيناتي في الولايات المتحدة، وتوفي بنفس المكان في 1978.